# Стецюк Григорій
Григо́рій Іванович Стецю́к  (13 жовтня 1890, с. Гнилички, нині Тернопільського району — 1946) — український журналіст, військовик, сотник УГА, доктор політичних наук[джерело?].

## Життєпис

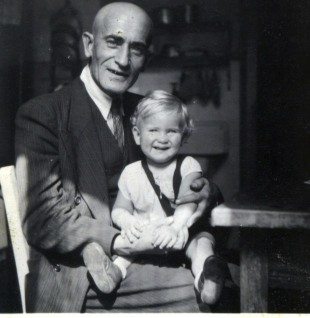
Григорій Стецюк разом з сином Теодором (1943 р.н.) у Німеччині в 1944 р.

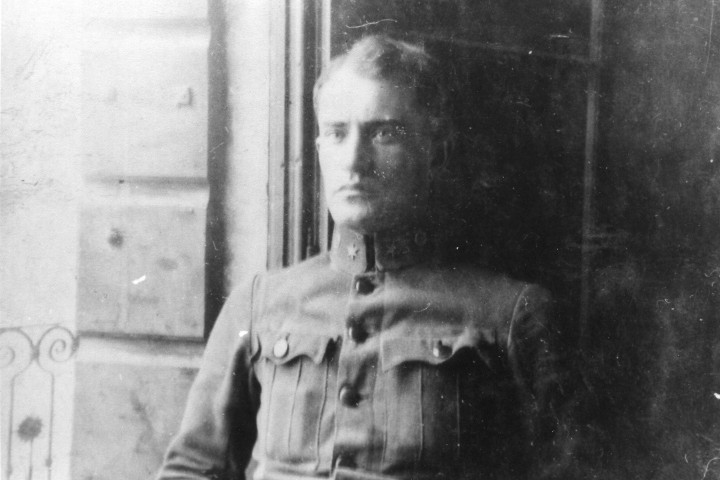
Григорій Стецюк під час 1 світової війни і служби в австрійській армії.

Народився 13 жовтня 1890 року в селі Гнилички (Збаразького повіту, нині Тернопільського району) на Тернопільщині.
У 1909 році закінчив VIa клас, 1911-го — VIIIa Тернопільської української гімназії імені Франца-Йосифа I (у паралельному VIIIб класі навчався майбутній Патріарх Йосиф Сліпий) із відзнакою. Навчався у Львівському (1911—1913), Віденському (1913—1914) і Франкфуртському університетах (1920-і).
Під час Першої світової війни в складі австрійської армії воював на італійському фронті, згодом у складі УГА (мав ранг сотника) у Галичині і на Східній Україні, потім на еміграції (у Франкфурті на Майні до 1929), тривало мешкав з нансенівським паспортом.
Захистив докторат із соціальних наук і економіки в університеті міста Франкфурт (1926), тема тез — експорт зерна з України у 1820—1914 рр., член редколегії видавництва Івана Тиктора «Українська преса (концерн)» (з 1930), друкувався в «Новому часі» (з 1930) і «Календарі для всіх Нового часу», виданні Д. Палієва «Перемога» (1933—1934), головний редактор пів-тижневика «Наш Прапор» у Львові (1938—1939) і тижневика для українських робітників з генерал-губернаторства «Вісті» (1943—1945) у Берліні.
У 1939—1941 мешкав у Кракові, згодом у Берліні. У 1942 отримав німецьке громадянство. Арештований 10 травня 1945 у Берліні. Перебував на засланні в Маріїнську Кемеровської області з митрополитом Йосифом Сліпим (1946), де й помер, за даними «Енциклопедії українознавства» помер у Галичині в 1948. Йосиф Сліпий згадував таке: «Лежав там в ляґрі Григорій Стецюк, якого арештували десь в Німеччині. Я, поробивши знакомства з деякими росіянами з Владивостока, поручив його до хору, бо він співав гарним баритоном. Крім того, помагав йому також одержаними посилками. Але коли мене забрали з того ляґра, то він помер.»

## Доробок
- Україна і Европа. Наш прапор. — № 2. — 6 січня 1935.
- Обнова духа. Наш прапор (Львів). — № 5. — 20 січня 1935.
- Назустріч українському Великодневі. Наш прапор. — № 33. — 28 квітня 1935.
- Молодь — майбутнє нації. Наш прапор. — № 51 (255). — 7 липня 1935.
- Нація й революція духа. Наш прапор. — № 3 (306). — 6 січня 1936.
- Для майбутнього. Наш прапор. — № 7 (310). — 20 січня 1936.
- Маса й провід. Калєндар для всіх на 1937 рік (Шестий річник). — Львів, 1936. — С. 113-119.
- Львів, організаційний осередок без організації. Наш прапор. — № 35. –29 березня 1937.
- Нація і маса. Наш прапор. — № 48. — 3 травня 1937.
- Війна і революція в житті нації. Наш прапор. — № 121. — 1 листопада 1937 р. — С. 3-4.
- Нація і революція. альманах нового часу («Календар для всіх») на рік 1938. — Львів, 1937.
- За душу українського робітництва. Наш прапор (Львів). — № 2 (599). — 7 січня 1938.
- Обнова духа-2. Наш прапор. — № 6 (603). — 19 січня 1938.
- Оборона нації. Наш прапор. — № 45 (642). — 23 квітня 1938.
- Захитана рівновага. Наш прапор. — № 39 (783). — 10 квітня 1939.